# Марі
Марі (нині Тель-Харірі в Сирії, 25 кілометрів на північ від іракського кордону, 12 на північний захід від міста Абу-Кемаль і 2,5 кілометри на захід від нинішнього русла річки Євфрат) — одне з найзначніших міст-держав Межиріччя в III-ІІ тисячоліттях до нашої ери.

## Загальний опис
Царство Марі, столицею якого і було це древнє місто, згадувалося в знайдених в Месопотамії глиняних табличках в яких стверджувалося, що Марі було десятим містом, яке люди заснували після Всесвітнього потопу. За традицією Марі належить до розряду великих міст-держав і входить до числа 17-20 найдревніших з них. Марі сприймається як шумеро-аккадський форпост, розміщений у безлюдному степу, на значній відстані від інших великих центрів цієї цивілізації.
Розквіт міста припав на кінець III тисячоліття до нашої ери. Місто кілька разів руйнувалося, захоплювалося різними ворогами, у тому числі своїм знаменитим сусідом — царем Хаммурапі, який віроломно порушив мирний договір і напав на місто, зрівнявши його з землею. Після цього воно перестало існувати.

## Археологія

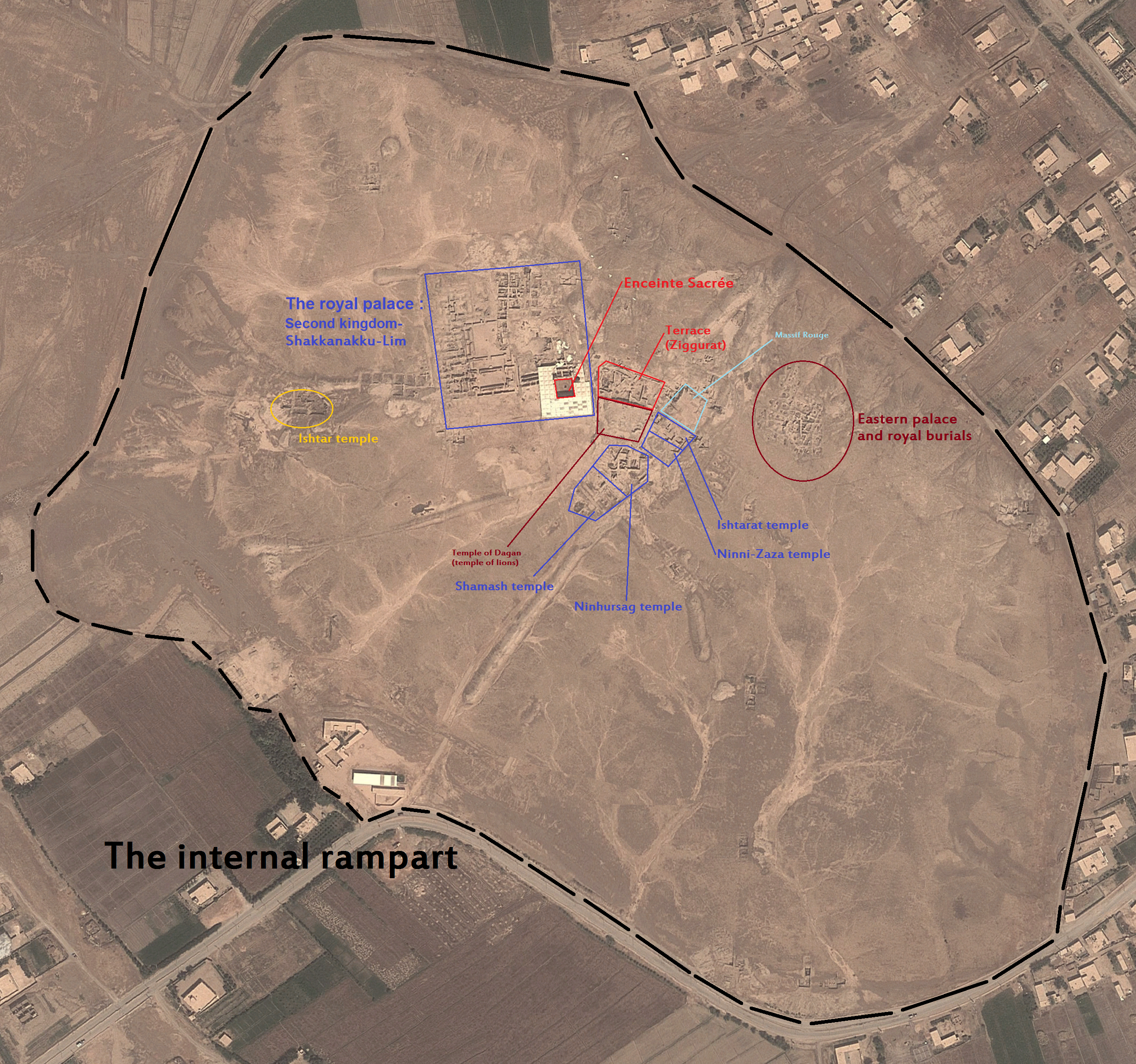

Стародавнє місто було знайдене випадково — місцеві жителі повідомили про знахідку кам'яної статуї одному з французьких солдатів, які розміщувалися в період французького мандата на Сирію недалеко від Телль Харірі, — в Абу Кемалі. Це сталося в 1933 році. Розкопки Марі робила французька археологічна експедиція під керівництвом Андре Парро з 1933 року з вісімнадцятирічною перервою під час та після Другої світової війни.
Найважливіше, що було знайдене в Марі — це величезна як на ті часи бібліотека, що складалася приблизно з 23 600 глиняних табличок, з яких зараз опубліковано лише близько чверті (5-6 тисяч). В них містилася різна інформація про історію і повсякденні справи самого царства Марі та інших древніх держав регіону. Біля чверті архівів складають таблички дипломатичного та політичного змісту які дозволяють краще зрозуміти систему васальних відносин та характер дипломатичних зв'язків стародавнього Межиріччя. Також ці документи свідчать про тісні економічні, політичні, культурні та релігійні зв'язки Марі під владою західносемітських династій з Сирією та Північним Ханааном заселених спорідненими племенами. В документах згадуються Бібл, Хацор і Лаїщ.
Найцікавіші археологічні знахідки відносяться до періоду панування західносемістських династій в кінці XIX — в першій половині XVIII століття до нашої ери. Розкішний царський палац Марі налічував більше 300 кімнат і внутрішніх дворів загальною площею 3,2 гектара. Стіни деяких приміщень були прикрашені фресками. На одній з них зображене коронування царя в присутності богів на тлі міфічного саду який нагадує опис раю в Біблії — дерева охороняються херувимами і зрошуються чотирма потоками, що витікають з одного джерела.

## Суспільство

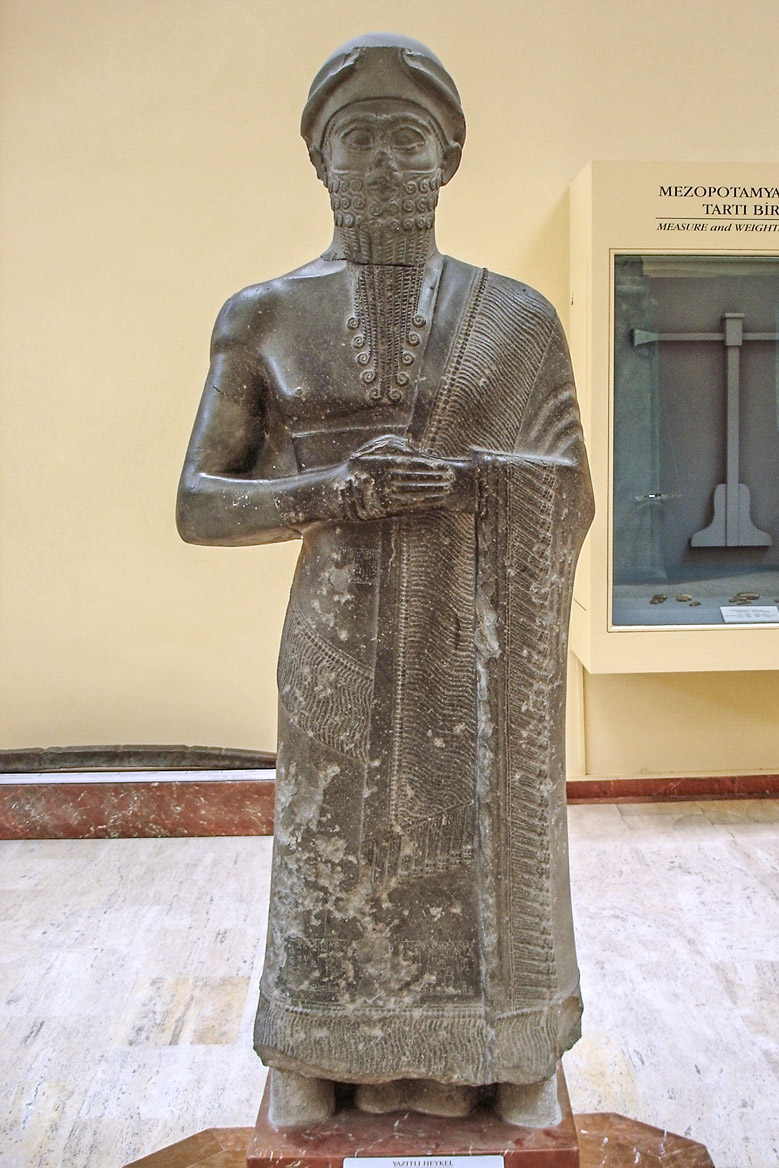
Статуя з Марі часів третьої династії Уру, самий кінець III тисячоліття до нашої ери

Основним населенням Марі на початку II тисячоліття до нашої ери були західні семіти і багато імен, які зустрічаються в документах, схожі на біблійні. Взагалі відомості про кочові, напівкочові семітські племена, їх міграцію, караванні шляхи тощо отримані з бібліотеки Марі широко використовуються для висвітлення найдавніших етапів біблійної історії — суспільства ізраїльських племен, їх проникнення в Ханаан, особливості стосунків з місцевим міським населенням.
Суспільство західних семітів показується в документах Марі вельми строкатим — воно складається як з кочових, так і осілих міських елементів. Родові групи розпадалися на клани одні з яких вели кочове, а інші осіле життя. Частина міського населення йшло в степ під час пасовищного сезону тощо. Влада була зосереджена в руках голів великих патріархальних родин. Рада старійшин була основним органом управління племенем, який вирішував головні питання та представляв його перед царем Марі. Згадується в документах Марі і посада схожа на ізраїльських шорфетів (суддів), функції яких так само були не чисто судовими, а загально-адміністративними.
Контакт західносемітських племен із міською шумеро-аккадською культурою Межиріччя призвів до її швидкого засвоєння ними, але зі збереженням ряду племінних традицій. Родові звичаї, юридичні, військові та політичні процедури, релігійний ритуал і обрядність Марі на початку II тисячоліття до нашої ери мають ряд спільних рис з описаними в Біблії. Наприклад укладання договору супроводжувалося принесенням в жертву молодих тварин, як і в Книзі Буття. Переписи кочових та осілих племен як і в Біблії (Книга Вихід ) супроводжувалися обрядом очищення. Володіння землею було не особистим, а родовим, а тому земельна власність нахалум (в Біблії нахала) — могла відчужуватися і передаватися лише через успадкування.
В документах з Марі є пряма паралель до одного з центральних релігійних понять біблійних патріархів «бог мого (твого, його) батька». Наприклад цар Кати клянеться ім'ям бога свого батька, а до Хаммурапі звертається в ім'я бога Адада, владики Халеба і бога (твого) батька.
В документах Марі відображене й таке характерне для ранньої історії Ізраїля явище, як спонтанне пророцтво. Пророки Марі сприймалися як вуста богів. Сам факт їх існування вказує на характерність цього феномену для релігійної свідомості західносемітських племен до яких належали і стародавні євреї.

## Архітектура

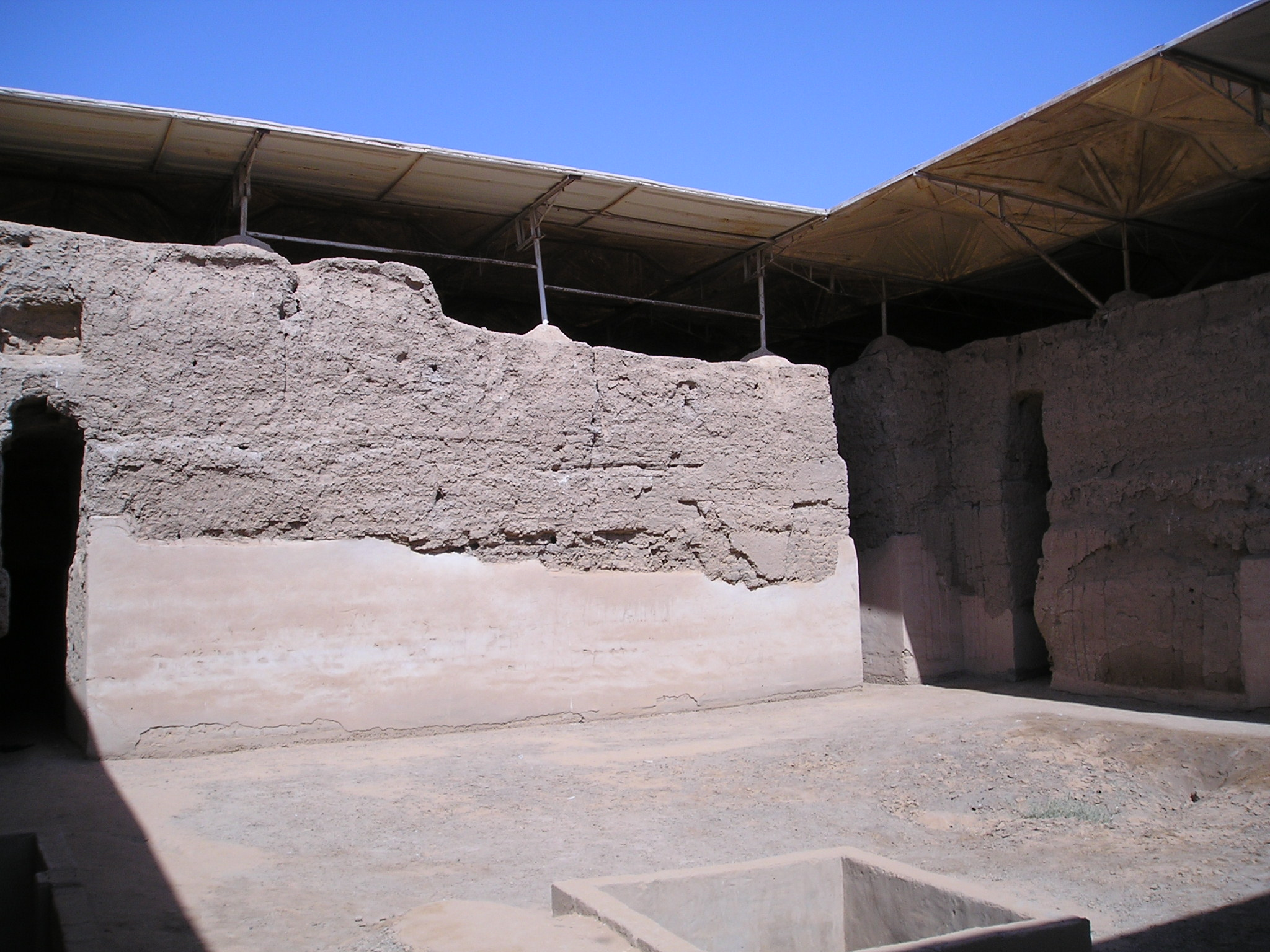
Внутрішній двір палацу царя Марі Зімрі-Ліма, сучасний стан

Аналіз археологічних і писемних джерел дозволяє припустити, що площа міста становила понад 60 га, його населення — близько 10 тисяч чоловік. Загальне планування міста було хаотичним та іррегулярним, крім планування палаців та храмів. В плануванні Марі простежуються елементи своєрідності, які притаманні як месопотамському, так і сирійському світу.
Проблеми економічного і політичного положення міста часто можна з'ясувати на підставі аналізу будівельних матеріалів, які були використані будівельниками міста. Так, уважне вивчення складу і походження деяких будівельних матеріалів дозволяє стверджувати, що Марі був могутньою і багатою державою (зодчі Марі найчастіше дозволяють собі використовувати достатньо дорогі привізні матеріали в значно більшому обсязі, ніж багато хто з їхніх сусідів). Досить широко, на відміну від інших держав, використовувався камінь для спорудження фундаментів. Гіпсом або бітумом облицьовували стіни та укладали підлогу. Однак, основні будівельні матеріали тотожні відомим шумеро-аккадським. Стіни будівель зводились з цегли-сирця, який виготовлявся на місці з алювіальної глини в дерев'яних рамах.
Особливу увагу було приділено будівельній техніці Марі, тому що саме в ній можна найбільш конкретно простежити ступінь впливу будівельних традицій інших держав і ступінь самобутності досліджуваного об'єкта. У досаргонівський період основним елементом стін була плоска цегла-сирець. У першій половині III тисячоліття до нашої ери у Марі починають виготовлять обпалену цеглу. В цей же час у будівельній техніці міста відбуваються зміна — плоска цегла змінюється на планоконвексну (горбату). З кінця II тисячоліття форма цегли стає квадратною. Всі ці зміни в технології виготовлення цегли пов'язані з пошуками засобів укріплення стін будівель, які в ті періоди часто руйнувались, за що будівельники каралися. На всіх етапах розвитку будівельної техніки застосовували різні декоративні елементи, які одночасно додатково укріплювали стіни. Аналіз декоративних елементів на спорудах дає можливість визначити своєрідність або запозиченість трактування системи прикрас зовнішніх стін споруд.

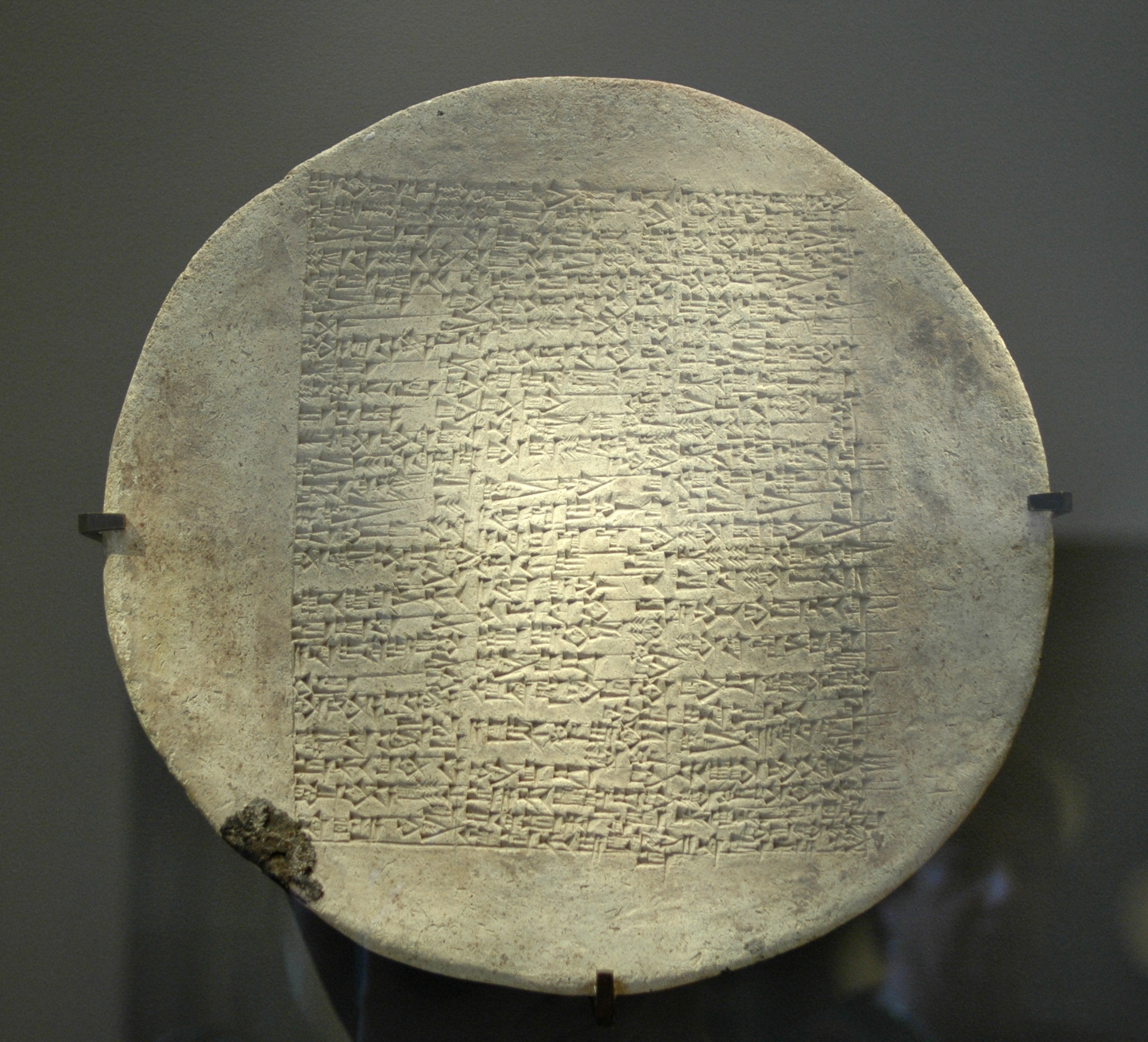
Диск з надписом Яхдум-Ліма, царя Марі, XVIII століття до нашої ери

Техніка будівництва з цегли-сирцю не дозволяла зводити складні архітектурні конструкції. Тому будівлі не мали покрівлі. Над стінами зводились лише «козирки». Вікон в нашому розуміння в житлах Марі також не було. Невеличкі отвори, які були призначені не для освітлення, а для вентиляції приміщень, закривались керамічними решітками. Підлога покоїв часто вистилалась полірованим гіпсом.
В місті діяла прекрасна каналізаційна система з обпалених керамічних труб. У покоях царів були знайдені керамічні ванни, які опалювались каміном. Якість системи каналізації та водопостачання була такою, що вона залишилась у робочому стані до сьогодення.
Архітектура палацу Марі містить риси як месопотамської так і сирійської архітектури. Прекрасна збереженість палацу дозволяє чіткіше з'ясувати тенденції розвитку архітектури Стародавнього Сходу в цілому. Дослідження палацу показали, що палац перебудовувався три рази, i історично останнім виявився варіант, побудований Зімрі-Лімом. Географічне положення Марі дозволяло державі користуватися усіма вигодами транзитної торгівлі, тому палацова архітектура багата й вишукана. Палац був символом устрою держави, тому він є не тільки житлом правителя, але й храмом, i центром науки і культури. Чудовим є устрій храму Іштар, у якому знаходиться унікальна статуя богині, сполучена з системою водопостачання яка давала фонтан води в потрібний момент церемонії. Подібна складна система зафіксована в стародавньо-східної архітектурі вперше.
Для житлової забудови характерна техніка створення будівлі шляхом заповнення каркаса глиною. Ця техніка використовується в Сирії дотепер.
У цілому архітектура Марі має своєрідні риси, що свідчать про перехідний характер культури Марі в цілому. Почасти вона запозичала сирійські і месопотамські риси, але загальний образ будівель Марі є самобутнім і цілісним.

## Посередницька роль
Місто проіснувало біля тисячі років до зруйнування військами Хаммурапі в XVIII століття до нашої ери. Така відносна нетривалість його існування пояснюється низкою причин. Марі існував як серединний пункт між стародавньо-сирійською і месопотамською цивілізаціями, не маючи власної аграрної бази, спроможної забезпечити життя міста. Причиною могутності держави було його існування між такими полюсами економічних зв'язків, як Північна Сирія, Хабур і Вавилонія. Це дозволило Марі брати участь у торгівлі на правах партнера і забезпечувало йому важливу роль посередника. Здійснюючи суворий контроль за транзитом, Марі одержувало можливість стягувати значні мита з купців.
Уразливість географічного положення Марі була причиною того, що держава могла зберігати стабільність і силу тільки в умовах зовнішнього балансу сил -— єдиною можливістю забезпечити панування над своєю розтягнутою територією була слабкість сусідніх держав. При порушенні цього балансу необхідність у посереднику відпадала і держава, що зросла в силі, мала або підвестися на місце Марі, або стерти його з обличчя землі, що і відбулося при Хаммурапі. Таким чином, у ранньовавилонський час, у період аморейських династій, місто Марі могло процвітати лише у світі, розділеному на дрібні номові царства, приблизно однакової сили. Періоди зльоту і зменшення могутності Марі пов'язані з тим же комплексом причин — ще в III тисячолітті до нашої ери після періодів могутності наставали смуги глибокого спаду, пов'язані з успіхами аккадських або пізньошумерських правителів Месопотамії і Сирії. Могутність Марі в III тисячолітті до нашої ери при економічних умовах того часу не можна пояснити інакше, як зв'язавши з існуванням на протилежному кінці ріки розвинутої Сирії, а також із значним і плідним обміном, що здійснювався по Євфрату.

## Самобутність

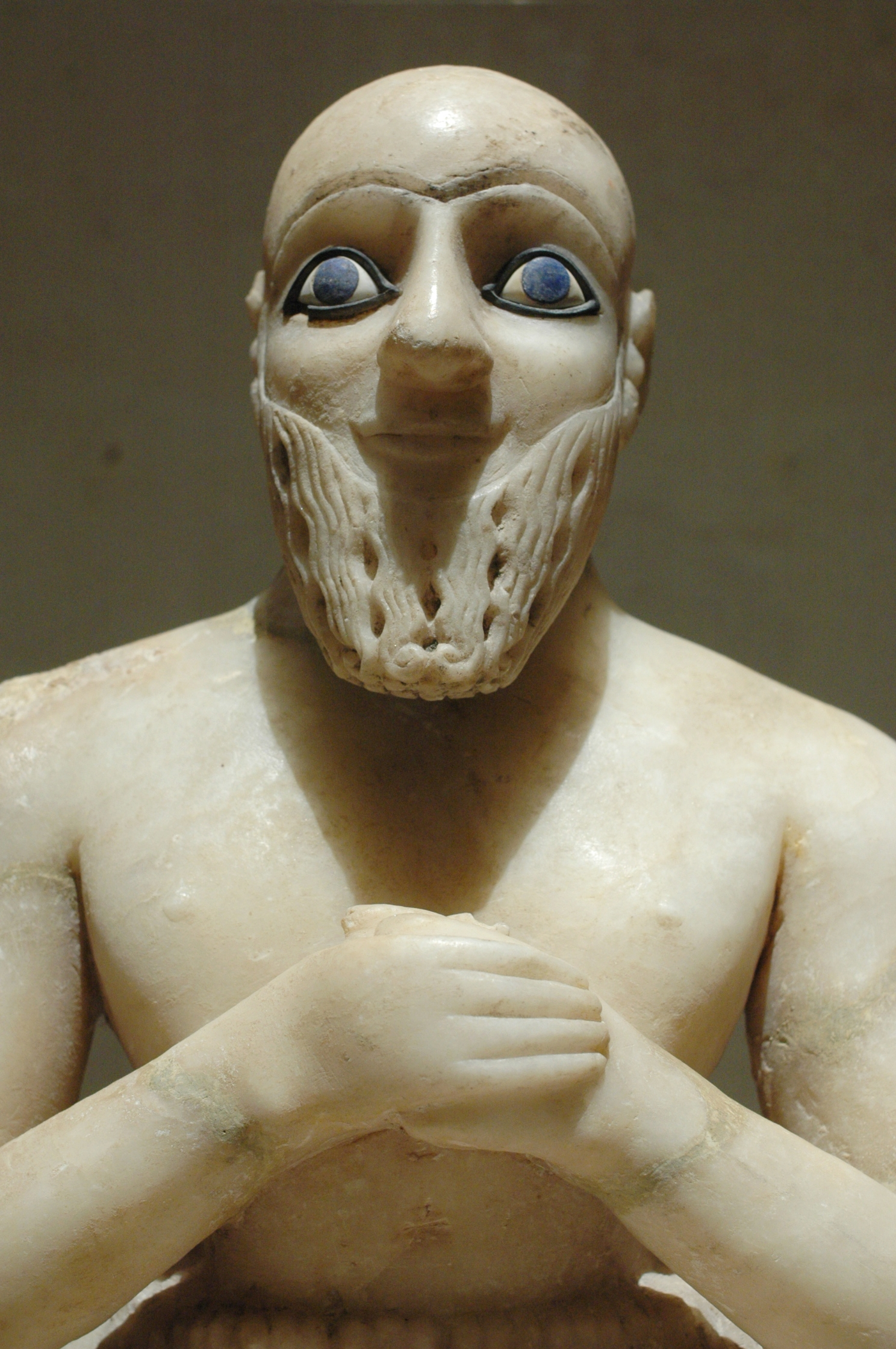
Статуя з Марі, XXIV століття до нашої ери (Лувр).

Марі було пов'язано із сирійським світом не менше тісними узами, ніж із світом месопотамським. Але при цьому воно мало достатньо виражену самобутність. Приклади порівняльних досліджень храму Дагана, зикурата, «Священної огорожі» у Марі з подібними спорудами в Сирії дозволяють переглянути тезу про однозначну приналежність Марі до месопотамського світу. На основі вивчення пам'ятників архітектури і мистецтва Марі можна стверджувати, що джерела скоріше демонструють самобутність і унікальність Марі, ніж перевагу сирійського чи месопотамського впливів. Ця самобутність стає особливо очевидною при аналізі скульптури Марі, що відрізняється невластивим давньосхідному мистецтву реалізмом. Марі було частиною як сирійського, так і месопотамського світу, зберігаючи, проте, разючу спроможність трансформувати загальні для всього Близького Сходу культурні і релігійні основи і технічні прийоми і пропонувати цілком оригінальні рішення.

## Правителі Марі

### I династія Марі
6 правителів — 136 років
- Ілшу
- Анба
- Базі
- Зізі
- Лімер
- Шаррум-ітер

### II династія Марі
- Ікун-Шамаш
- Ілішір
- Са'уму
- Іштуп-Ішар
- Іплул-Іль
- Ні-зі
- Енна-Даган
- Ікун-Ішар
- Ігі
- Хіда'ар
- Шура

Завоювання Аккадом (XXIV—XXIII ст. до н. е.)
Завоювання III династією Уру (XXII—XXI ст. до н. е.)
Наприкінці XXI ст. до н. е. Марі відновило незалежність.

### III династія Марі (бл. 1880—1759 до н.е.)
- Ішме-Даган
- Іштуп-Ілум
- Іді-Ілум
- Тура-Даган
- Пузур-Іштар
- Мілага (… — 1837)
- Яггід-Лім, 21 рік (1836—1816)
- Яхдун-Лім, 17 років (1815—1799)
- Суму-Адад, 2 року (1798—1797)

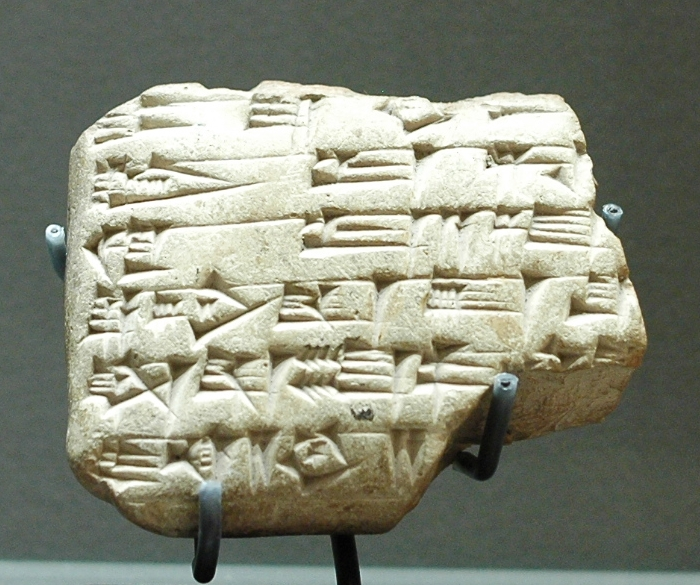
Табличка Зімрі-Ліма, останнього правителя Марі

- Ясмах-Адад, син Шамші-Адада I, 19 років (1796—1778)
- Зімрі-Лім, син Яхдун-Ліма, 19 років (1777—1759)

1758 року до н. е. Марі було захоплене вавилонським царем Хаммурапі й назавжди втратило свою незалежність.